# 1166 Sakuntala
1166 Sakuntala је астероид главног астероидног појаса. Приближан пречник астероида је 28,74 ,
а средња удаљеност астероида од Сунца износи 2,537 астрономских јединица (АЈ).
Инклинација (нагиб) орбите у односу на раван еклиптике је 18,890 степени, а орбитални период износи 1476,238 дана (4,041 године). Ексцентрицитет орбите астероида износи 0,206.
Апсолутна магнитуда астероида износи 8,80 а геометријски албедо 0,646.
Астероид је откривен 27. јуна 1930. године.